# ناتکسو اینسا
ناتکسو اینسا (انگلیسی: Natxo Insa؛ زادهٔ ۹ ژوئن ۱۹۸۶) بازیکن فوتبال اهل اسپانیا است.
از باشگاه‌هایی که در آن بازی کرده‌است می‌توان به باشگاه فوتبال آنتالیااسپور، باشگاه فوتبال رئال ساراگوسا، باشگاه فوتبال آلکورکون، باشگاه فوتبال ایبار، باشگاه فوتبال سلتاویگو، باشگاه فوتبال ویارئال، و باشگاه فوتبال والنسیا اشاره کرد.
وی همچنین در تیم ملی فوتبال مالزی بازی کرده‌است.